# Silberbronze (Legierung)
Silberbronze ist eine Bezeichnung für verschiedene Legierungen – sowohl für silberhaltige, als auch für silberfarbene. Die meisten, aber nicht alle Silberbronzen basieren dem Wort entsprechend auf Kupfer.

## Silberhaltige Legierungen
Beispiele für silberhaltige Legierungen sind eine binäre Legierung aus Kupfer und Silber (CuAg), deren Silbergehalt bei technischen Anwendungen zwischen 1 % und 7 % liegt, sowie eine ternäre Legierung mit etwa 0,2 % Cadmium-Anteil.
Die silberhaltigen Silberbronzen zeichnen sich durch eine hohe elektrische und thermische Leitfähigkeit sowie gute Festigkeitseigenschaften aus. Die Warmfestigkeit übertrifft die von Kupfer um circa 200 °C. Weiterhin besitzen sie gute Federeigenschaften sowie eine sehr gute Kaltverformbarkeit. Sie sind gut weich- und hartlötbar sowie sehr gut galvanisch beschichtbar. Die Einsatzgebiete von silberhaltigen Silberbronzen sind die Herstellung von elektrischen Kontaktteilen.

## Silberfarbige Legierungen
Als silberfarbene Silberbronze kommt beispielsweise eine fein verteilte Legierung aus 98 % Zinn und 2 % Zink zum Malen, zum Schreiben und Versilbern zum Einsatz.
Gängig ist auch der Begriff Weißbronze für Silberbronzen, der einerseits für Legierungen aus Zink, Aluminium und Kupfer verwendet wird als auch für Legierungen aus Kupfer, Zinn und Zink.